# 周錫恩
周錫恩（1852年—1900年），字伯晋，别号是园先生，湖北省黃州府羅田縣人，清朝翰林。

## 生平
光緒九年（1883年），参加癸未科殿試，登進士二甲51名。同年五月，改翰林院庶吉士。光緒十二年四月，散館，授翰林院編修。
光緒十九年（1893年），朝廷任命殷汝璋為正考官，周錫恩與副考官，同主浙江恩科鄉試。紹興人、前內閣中書周福清派人行賄請託。事發，周福清下獄。同年十二月考察，御史李慈铭奏其人品有问题，被严加察看。
光緒二十年（1894年），经复查，被解除察看，照旧供职。

## 著作
有《传鲁堂文集》、《传鲁堂骈文》、《黄州课士录》等。